# Прапор Черняхівки (Бориспільський район)

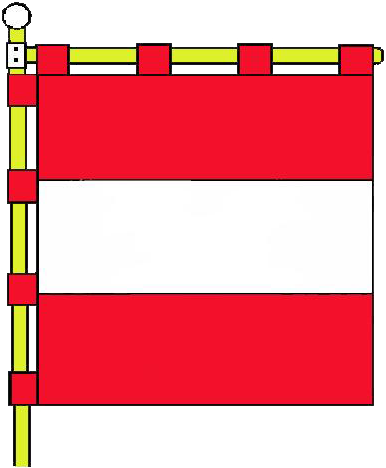
Прапор Черняхівки

Прапор Черняхівки — символ населених пунктів Черняхівської сільської ради  Бориспільського району Київської області (Україна): Черняхівки та Гречанівки. Прапор затверджений сесією сільської ради (автор — Олександр Желіба).

## Опис
Квадратне полотнище (співвідношення 1:1) із трьома рівновеликими горизонтальними смугами: червоною, білою, червоною. Корогва має вертикальне та горизонтальне кріплення.

## Трактування
Кольори прапора повторюють основні кольори герба.